# Geheimarchiv an der Elbe
Geheimarchiv an der Elbe ist ein deutscher Spionagefilm der DEFA von Kurt Jung-Alsen aus dem Jahr 1963. Er entstand nach dem gleichnamigen Roman von Alexander Nassibow.

## Handlung
Kurz vor Ende des Zweiten Weltkriegs: SS-Gruppenführer Upitz weiß, dass Deutschland den Krieg verloren hat. Er versucht, sich selbst einen Vorteil für die Zeit nach dem Krieg zu verschaffen und nimmt ein Angebot der Amerikaner an. Er erhält Straffreiheit, wenn er ihnen im Gegenzug das Geheimarchiv der Gestapo überlässt, das an der Elbe in Meißen versteckt wird. Es enthält die Daten sämtlicher Agenten, die die Gestapo in der Sowjetunion und auf dem Balkan platziert hat. Auch der sowjetische Abwehrdienst ist hinter diesen Daten her, sodass Upitz eine falsche Fährte legen will.
Upitz lässt den Schweißer Max Wiesbach zu einem unterirdischen Stollen in Riesa bringen. Dort soll er unter Wasser ein Leck abdichten. Wiesbach ist davon überzeugt, ein Leck im Geheimarchiv abgedichtet zu haben und gibt diese Information an einen überzeugten Kommunisten weiter, der kurze Zeit später an die Sowjetfront geschickt wird und dort zu den Russen überläuft. Er berichtet ihnen vom Geheimarchiv in Riesa, doch glauben die Russen, das Geheimarchiv befinde sich in Meißen. Sie wollen Sicherheit. Gemeinsam mit dem Riesaer Herbert Lange wird der sowjetische Kommunist Major Kerimow nach Riesa geschickt, um das Geheimarchiv ausfindig zu machen. Langes Ehefrau glaubt, ihr Mann sei tot. Als dieser mit einem Mal vor der Tür steht und ankündigt, bald schon wieder fortzumüssen, wird Frau Lange hysterisch. Lange will einen Arzt holen, wird jedoch als scheinbar Flüchtender auf offener Straße erschossen. Kerimow ist nun auf sich allein gestellt. Von überzeugten Kommunisten erhält er Hilfe. Er wird in dem Werk, in dem auch Max Wiesbach als Schweißer arbeitet, als Fahrer eingestellt. Bald findet Kerimow heraus, dass Max Wiesbach falschspielt und sich das Geheimarchiv in Meißen befinden muss.
Upitz hat sich unterdessen mit dem Amerikaner Tedder darüber verständigt, das Archiv in den nächsten Tagen an die US-Amerikaner zu übergeben. Tedder informiert einen Mittelsmann, der den Abtransport organisieren und überwachen soll. Upitz und der Mittelsmann erhalten dafür je eine Kammhälfte als Erkennungszeichen. Kerimow gelingt es, die Gespräche abzuhören und das Kammstück des Mittelsmanns an sich zu bringen. Mit den Kommunisten organisiert er eine Frachtmaschine. Er tritt mit Upitz in Kontakt und überwacht den Abtransport der Archivakten in die sowjetische Maschine. Auch Upitz geht an Bord, wie er es mit Tedder ausgemacht hatte. Als sich das Flugzeug in der Luft befindet, will Upitz wissen, wohin sie fliegen. Als Kerimow erwidert, dass der Flug nach Moskau gehe, reagiert Upitz zunächst belustigt und anschließend sprachlos.

## Produktion
Geheimarchiv an der Elbe wurde 1962 gedreht. Der Film erlebte am 18. April 1963 im Berliner Kino Babylon seine Premiere. Am 20. März 1964 erfolgte eine TV-Erstausstrahlung im Programm des Deutschen Fernsehfunks.
Es war der letzte Kinofilm, den Kurt Jung-Alsen drehte. Er und Produktionsleiter Adolf Fischer übernahmen im Film Nebenrollen.

## DVD-Veröffentlichung
Am 11. Oktober 2010 erschien Geheimarchiv an der Elbe als DVD-Veröffentlichung. Diese wurde von der Firma ICESTORM Entertainment GmbH, in Zusammenarbeit mit dem PROGRESS Film-Verleih und der DEFA-Stiftung, produziert und realisiert.

## Kritik
Die zeitgenössische Kritik der DDR bemängelte, dass der Einstieg in den Film zu langatmig sei. Die große Anzahl handelnder Figuren mache es dem Zuschauer zudem schwer, die Zusammenhänge und den roten Faden der Handlung zu erkennen. Der Film sei durchschnittlich, die Charaktere jedoch blieben „völlig blaß“.
Für den film-dienst war Geheimarchiv an der Elbe „ein teilweise recht spannender Film mit einigen formalen Unzulänglichkeiten. Die übertriebenen Action-Szenen haben heute durchaus Trash-Qualität.“